# Stefan Dohr
Stefan Dohr, né à Münster, en Allemagne, le 3 septembre 1965, est un corniste allemand. 
Il suit l'enseignement de Wolfgang Wilhelmi, à Essen, et d'Erich Penzel, à Cologne. À l'âge de 19 ans, il rejoint l'orchestre de l’opéra de Francfort. Il a été le premier cor solo de l’Orchestre du festival de Bayreuth, de l’Orchestre philharmonique de Nice et du Deutsches Symphonie-Orchester Berlin. En 1993, Stefan Dohr est nommé premier cor solo de l'Orchestre philharmonique de Berlin, poste qu'il occupe encore à ce jour. 
Il enseigne le cor à la Herbert-von-Karajan-Akademie à Berlin et conduit régulièrement des masterclasses.